# David Archuleta (album)
David Archuleta is het debuutalbum van de Amerikaanse zanger David Archuleta, bekend van het zevende seizoen van American Idol. Het album werd op 11 november 2008 uitgegeven door Jive Records. Het album heeft een gouden plaque behaald in de RIAA, door het verkopen van meer dan 500.000 exemplaren. De plaque werd op 29 januari 2009 uitgegeven. De eerste single, "Crush", werd op de radio uitgegeven op 1 augustus 2008.

## Nummers
| Nr. | Titel                     | Schrijver(s)                                                                   | Duur |
| --- | ------------------------- | ------------------------------------------------------------------------------ | ---- |
| 1.  | Crush                     | Jess Cates, David Hodges, Emanuel Kiriakou, Cesar Ortega                       | 3:32 |
| 2.  | Touch My Hand             | Steve Kipner, Steve McEwan, Wayne Wilkins                                      | 4:21 |
| 3.  | Barriers                  | Steve Kipner, Steve McEwan, Wayne Wilkins                                      | 3:50 |
| 4.  | My Hands                  | Zukhan Bey, James Fauntleroy, Emanuel Kiriakou                                 | 4:04 |
| 5.  | A Little Too Not Over You | David Archuleta, Mathew Gerrard, Mike Krompass, Robbie Nevil                   | 3:18 |
| 6.  | You Can                   | Antonina Armato, Tim James                                                     | 3:42 |
| 7.  | Running                   | James Fauntleroy, Konttinen Risto, Wayne Nugent, Steven Russell, Dapo Torimiro | 3:35 |
| 8.  | Desperate                 | Andreas Carlsson, Desmond Child, Konstantin Rethwisch, Alexander Rethwisch     | 3:41 |
| 9.  | To Be with You            | Kara DioGuardi, Emanuel Kiriakou                                               | 3:25 |
| 10. | Don't Let Go              | David Archuleta, JC Chasez, Jimmy Harry                                        | 3:47 |
| 11. | Your Eyes Don't Lie       | Antonina Armato, Tim James, Devrim Karaoglu                                    | 3:04 |
| 12. | Angels                    | Guy Chambers, Robbie Williams                                                  | 4:09 |

### Deluxe editie
| Nr. | Titel                 | Schrijver(s)                                              | Duur |
| --- | --------------------- | --------------------------------------------------------- | ---- |
| 13. | Waiting for Yesterday | David Hodges, Steven McMorran, Joy Williams, Cesar Ortega | 3:27 |
| 14. | Falling               | David Archuleta                                           | 4:32 |
| 15. | Let Me Go             | Thomas Meredith, Sheppard Solomon                         | 3:46 |
| 16. | Somebody Out There    | David Archuleta, Mike Krompass, Steve Diamond             | 3:42 |

### Wal-Mart editie
| Nr. | Titel         | Schrijver(s)                                       | Duur |
| --- | ------------- | -------------------------------------------------- | ---- |
| 13. | Works for Me! | David Archuleta, Daniel Bedingfield, Toby Lightman | 3:17 |

### Japanse editie
| Nr. | Titel                 | Schrijver(s)                                       | Duur     |
| --- | --------------------- | -------------------------------------------------- | -------- |
| 7.  | Works for Me!         | David Archuleta, Daniel Bedingfield, Toby Lightman | 3:17     |
| 11. | Waiting For Yesterday | David Hodges, Steven McMorran, Joy Williams        | 3:27     |
| 13. | Save the Day (bonus)  | Onbekend                                           | Onbekend |
| 14. | Crush (remix) (bonus) | Onbekend                                           | Onbekend |

- Track7 "Running" → "Works For Me!"
- Track11 "Your Eyes Don't Lie" → "Waiting For Yesterday"

## Data van uitgave per land
| Land             | Datum            |
| ---------------- | ---------------- |
| Hong Kong        | 10 november 2008 |
| Indonesië        | 10 november 2008 |
| Singapore        | 10 november 2008 |
| Zuid-Korea       | 11 november 2008 |
| Verenigde Staten | 11 november 2008 |
| Canada           | 11 november 2008 |
| Filipijnen       | 11 november 2008 |
| Maleisië         | 17 november 2008 |
| Australië        | 6 december 2008  |
| Taiwan           | 12 december 2008 |
| Japan            | 25 februari 2009 |
| Engeland         | 2 maart 2009     |

## Hitnotering
| Hitlijst (2008)       | Hoogste positie |
| --------------------- | --------------- |
| Billboard 200         | 2               |
| Top Digital Albums    | 2               |
| Canadian Albums Chart | 14              |
| Comprehensive Albums  | 2               |

### Certificatie
| Land             | Certificatie | Sales   | Sales |
| Land             | Certificatie | Album   |       |
| ---------------- | ------------ | ------- | ----- |
| Verenigde Staten | Goud         | 610,000 |       |